# Ліпе (Великопольське воєводство)
Ліпе (пол. Lipe) — село в Польщі, у гміні Блізанув Каліського повіту Великопольського воєводства.
Населення — 421 особа (2011).
У 1975—1998 роках село належало до Каліського воєводства.

## Демографія
Демографічна структура станом на 31 березня 2011 року:
|          | Загалом | Допрацездатний вік | Працездатний вік | Постпрацездатний вік |
| -------- | ------- | ------------------ | ---------------- | -------------------- |
| Чоловіки | 202     | 49                 | 134              | 19                   |
| Жінки    | 219     | 58                 | 117              | 44                   |
| Разом    | 421     | 107                | 251              | 63                   |